# 阿斯特拉足球俱樂部
阿斯特拉足球俱樂部（羅馬尼亞語：Fotbal Club Astra Giurgiu）是羅馬尼亞的一家足球俱樂部。主場位於久爾久。球隊參加羅馬尼亞足球甲級聯賽的賽事。在2003年曾和其他球隊合併。

## 外部連結
- （罗马尼亚文） Official site （页面存档备份，存于）
- （罗马尼亚文） Club profile on RomanianSoccer （页面存档备份，存于）
- （罗马尼亚文） Club profile on Liga1.ro
- （英文） Club profile on UEFA.com （页面存档备份，存于）
- （英文） （德文） （意大利文） Club profile on Transfermarkt （页面存档备份，存于）